# Finja
Finja is een plaats in de gemeente Hässleholm in Skåne de zuidelijkste provincie van Zweden. De plaats heeft 553 inwoners (2005) en een oppervlakte van 75 hectare.